# Hydropsyche tabulifera
Hydropsyche tabulifera är en nattsländeart som beskrevs av Schmid 1963. Hydropsyche tabulifera ingår i släktet Hydropsyche och familjen ryssjenattsländor. Inga underarter finns listade i Catalogue of Life.